# Explorer 47

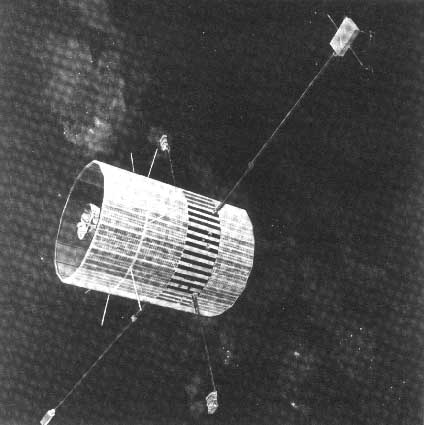
Explorer 47.

Explorer 47, também conhecido como IMP-I ou IMP-7 (acrônimo de Interplanetary Monitoring Platform I ou 7), foi um satélite artificial da NASA lançado em 23 de setembro de 1972 por meio de um foguete Delta 1604 a partir do Estação da Força Aérea de Cabo Canaveral.

## Características
A missão do Explorer 47 foi estudar o plasma interplanetário, as partículas energéticas carregadas e os campos magnéticos a distâncias lunares. A nave tinha forma de poliedro de 16 faces, com uma altura de 157 centímetros e um diâmetro de 135 centímetros. A nave era estabilizada por rotação, com um período de rotação de 1,3 segundos, com o eixo de rotação perpendicular ao plano da eclíptica. A alimentação elétrica era fornecida por células solares que recobriam a superfície do satélite e que alimentavam uma série de baterias. O satélite transmitia dados a uma velocidade de 1600 bps.
O Explorer 47 foi injetado em uma órbita inicial de 235.639 quilômetros de apogeu e 201.599 quilômetros de perigeu, com uma inclinação orbital de 17,2 graus e um período de 17.702,1 minutos. Funcionou sem problemas até que foi desligado em 31 de outubro de 1978.